# Sylvia Sidney
Sylvia Sidney (n. Sophia Kosow, n. 8 august 1910, New York City, New York, SUA – d. 1 iulie 1999, New York City, New York, SUA) a fost o actriță de film, televiziune și teatru americană a cărei carieră s-a întins pe parcursul a peste 70 de ani. În anii 1930, ea a devenit proeminentă în zeci de roluri principale. A fost nominalizată la Premiul Oscar pentru cea mai bună actriță în rol secundar pentru rolul său din Summer Wishes, Winter Dreams (regia Gilbert Cates) din 1973.

## Biografie
Sidney s-a născut ca Sophia Kosow în the Bronx, New York, ca fiica lui Rebecca (născută Saperstein), o evreică româncă, și a lui Victor Kosow, un imigrant ruso-evreu care lucra ca vânzător de îmbrăcăminte. Părinții ei au divorțat până în 1915, iar ea a fost adoptată de tatăl ei vitreg Sigmund Sidney, medic dentist. Mama ei a devenit croitoare și a luat numele de Beatrice Sidney. Folosind noul ei nume de familie, Sidney, Sylvia a devenit actriță la vârsta de 15 ani, ca o modalitate de a-și depăși timiditatea. În calitate de elevă a Școlii de Actorie a Breslei Teatrale (Theater Guild's School for Acting), a fost lăudată de criticii de teatru pentru spectacolele sale. În 1926, ea și-a făcut prima apariție în film ca figurant în filmul lui D.W. Griffith The Sorrows of Satan.

## Filmografie
| An   | Titlu                              | Rol                              | Note |
| ---- | ---------------------------------- | -------------------------------- | --- |
| 1927 | Broadway Nights                    | Rolul ei                         | Film pierdut |
| 1929 | Thru Different Eyes                | Valerie Briand                   | |
| 1930 | Five Minutes from the Station      | Carrie Adams                     | Scurtmetraj |
| 1931 | City Streets                       | Nan Cooley                       | |
| 1931 | Confessions of a Co-Ed             | Patricia Harper                  | |
| 1931 | An American Tragedy                | Roberta "Bert" Alden             | |
| 1931 | Street Scene                       | Rose Maurrant                    | |
| 1931 | Ladies of the Big House            | Kathleen Storm McNeill           | |
| 1932 | The Miracle Man                    | Helen Smith                      | |
| 1932 | Merrily We Go to Hell              | Joan Prentice                    | |
| 1932 | Make Me a Star                     | Necunoscut                       | nemenționată |
| 1932 | Madame Butterfly                   | Cho-Cho San                      | |
| 1933 | Pick-Up                            | Mary Richards                    | |
| 1933 | Jennie Gerhardt                    | Jennie Gerhardt                  | |
| 1934 | Good Dame                          | Lillie Taylor                    | |
| 1934 | Thirty-Day Princess                | Nancy Lane / Princess Catterina  | |
| 1934 | Behold My Wife                     | Tonita Storm Cloud               | |
| 1935 | Accent on Youth                    | Linda Brown                      | |
| 1935 | Mary Burns, Fugitive               | Mary Burns                       | |
| 1936 | The Trail of the Lonesome Pine     | June Tolliver                    | |
| 1936 | Fury                               | Katherine Grant                  | |
| 1936 | Sabotage                           | Mrs. Verloc                      | |
| 1937 | You Only Live Once                 | Joan Graham                      | |
| 1937 | Dead End                           | Drina Gordon                     | |
| 1938 | You and Me                         | Helen Dennis                     | |
| 1939 | ...One Third of a Nation...        | Mary Rogers                      | |
| 1941 | The Wagons Roll at Night           | Flo Lorraine                     | |
| 1945 | Blood on the Sun                   | Iris Hilliard                    | |
| 1946 | The Searching Wind                 | Cassie Bowwman                   | |
| 1946 | Mr. Ace                            | Margaret Wyndham Chase           | |
| 1947 | Love from a Stranger               | Cecily Harrington                | |
| 1952 | Les Misérables                     | Fantine                          | |
| 1955 | Violent Saturday                   | Elsie Braden                     | |
| 1956 | Behind the High Wall               | Hilda Carmichael                 | |
| 1971 | Do Not Fold, Spindle or Mutilate   | Elizabeth Gibson                 | Film TV |
| 1973 | Summer Wishes, Winter Dreams       | Mrs. Pritchett                   | Kansas City Film Critics Circle Award for Best Supporting Actress National Board of Review Award for Best Supporting Actress Nominated—Academy Award for Best Supporting Actress Nominated—BAFTA Award for Best Actress in a Supporting Role Nominated—Golden Globe Award for Best Supporting Actress – Motion Picture |
| 1975 | The Secret Night Caller            | Kitty                            | Film TV |
| 1975 | Winner Take All                    | Anne Barclay                     | Film TV |
| 1976 | God Told Me To                     | Elizabeth Mullin                 | |
| 1976 | Raid on Entebbe                    | Dora Bloch                       | Film TV |
| 1976 | Death at Love House                | Clara Josephs                    | Film TV |
| 1976 | I Never Promised You a Rose Garden | Miss Coral                       | |
| 1976 | Snowbeast                          | Mrs. Carrie Rill                 | Film TV |
| 1978 | Damien: Omen II                    | Aunt Marion                      | |
| 1978 | Siege                              | Lillian Gordon                   | Film TV |
| 1980 | The Gossip Columnist               | Alma Lewellyn                    | Film TV |
| 1980 | F.D.R.: The Last Year              | Cousin Polly                     | Film TV |
| 1980 | The Shadow Box                     | Felicity                         | TFilm TV |
| 1981 | A Small Killing                    | Sadie Ross                       | Film TV |
| 1982 | Hammett                            | Donaldina Cameron                | |
| 1983 | Copkiller                          | Margaret Smith                   | |
| 1983 | The Brass Ring                     | Grandmother                      | Film TV |
| 1985 | Finnegan Begin Again               | Margaret Finnegan                | Film TV |
| 1985 | An Early Frost                     | Beatrice McKenna                 | Film TV Golden Globe Award for Best Supporting Actress – Series, Miniseries or Television Film Nominated—Primetime Emmy Award for Outstanding Supporting Actress in a Miniseries or a Movie |
| 1987 | Pals                               | Ferb Stobbs                      | Film TV |
| 1987 | The Witching of Ben Wagner         | Grammy                           | Film TV |
| 1988 | Beetlejuice                        | Juno                             | Saturn Award for Best Supporting Actress |
| 1990 | Andre's Mother                     | Mrs. Downs – Andre's Grandmother | Film TV |
| 1992 | Used People                        | Becky                            | |
| 1996 | Mars Attacks!                      | Grandma Florence Norris          | Ultimul rol cinematografic |

### Televiziune
| An        | Titlu                             | Rol                    | Note                                                                                      |
| --------- | --------------------------------- | ---------------------- | ----------------------------------------------------------------------------------------- |
| 1952      | Cameo Theatre                     | Necunoscut             | Episodul: "The Gathering Twilight"                                                        |
| 1952      | Schlitz Playhouse of Stars        | Necunoscut             | Episodul: "Experiment"                                                                    |
| 1952      | Tales of Tomorrow                 | Natalie                | Episodul: "Time to Go"                                                                    |
| 1952      | Lux Video Theatre                 | Joyce                  | Episodul: "Night Be Quiet"                                                                |
| 1952      | Lux Video Theatre                 | Laura Barrie           | Episodul: "Pattern for Glory"                                                             |
| 1953–1955 | The Ford Television Theatre       | Necunoscut             | 2 episoade                                                                                |
| 1954      | The Philco Television Playhouse   | Necunoscut             | Episodul: "Catch My Boy on Sunday"                                                        |
| 1955      | Star Stage                        | "famous stage actress" | titlu necunoscut                                                                          |
| 1955–1956 | Celebrity Playhouse               | Meg Fraser             | 2 episoade                                                                                |
| 1955–1957 | Climax!                           | Louella Wheedron       | 2 episoade                                                                                |
| 1957      | Kraft Television Theatre          | Unknown                | Episodul: "Circle of Fear"                                                                |
| 1960      | The DuPont Show with June Allyson | Beulah                 | Episodul: "Escape"                                                                        |
| 1961      | Naked City                        | Florence               | Episodul: "A Hole in the City"                                                            |
| 1961      | Route 66                          | Hannah Ellis           | Episodul: "Like a Motherless Child"                                                       |
| 1962      | The Defenders                     | Adela Collins          | 2 episoade Nominated—Primetime Emmy Award for Outstanding Guest Actress in a Drama Series |
| 1963      | The Eleventh Hour                 | Mrs. Arnold            | Episodul: "Five Moments Out of Time"                                                      |
| 1964      | Route 66                          | Lonnie Taylor          | Episodul: "Child of a Night"                                                              |
| 1964      | The Nurses                        | Mrs. Sands             | Episodul: "To All My Friends on Shore"                                                    |
| 1969      | My Three Sons                     | Miss Houk              | Episodul: "Teacher's Pet"                                                                 |
| 1975–1976 | Ryan's Hope                       | Sister Mary Joel       | 3 episoade                                                                                |
| 1976      | Starsky & Hutch                   | Olga Grossman          | Episodul: "Gillian"                                                                       |
| 1977      | Westside Medical                  | Unknown                | Episodul: "Tears for Two Dollar Wine"                                                     |
| 1977      | Eight Is Enough                   | Unknown                | 2 episoade                                                                                |
| 1978      | WKRP in Cincinnati                | Mother Carlson         | Episodul: "Pilot – Part 1"                                                                |
| 1978      | Kaz                               | Molly                  | Episodul: "A Fine Romance"                                                                |
| 1979      | Supertrain                        | Agatha                 | Episodul: "Superstar"                                                                     |
| 1979      | California Fever                  | Mother                 | Episodul: "Movin' Out"                                                                    |
| 1981      | The Love Boat                     | Natalie                | Episodul: "I Love You Too, Smith"                                                         |
| 1982      | American Playhouse                | Mrs. Flanner           | Episodul: "Come Along with Me"                                                            |
| 1983      | Magnum, P.I.                      | Elizabeth Barrett      | Episodul: "Birdman of Budapest"                                                           |
| 1984      | Domestic Life                     | Mrs. Moscewicz         | Episodul: "Small Cranes Court"                                                            |
| 1984      | Whiz Kids                         | Dolly                  | Episodul: "The Lollipop Gang Strikes Back"                                                |
| 1984      | Trapper John, M.D.                | Mildred Prosser        | Episodul: "Aunt Mildred Is Watching"                                                      |
| 1986      | Morningstar/Eveningstar           | Binnie Taylor          | 7 episodes                                                                                |
| 1988      | Dear John                         | Mrs. Lumenski          | Episodul: "Dancing in the Dark"                                                           |
| 1989      | The Equalizer                     | Judge                  | Episodul: "Trial by Ordeal"                                                               |
| 1989      | Thirtysomething                   | Rose Waldman           | Episodul: "Be a Good Girl"                                                                |
| 1993      | Diagnosis: Murder                 | Alice                  | Episodul: "Miracle Cure"                                                                  |
| 1998      | Fantasy Island                    | Clia                   | 7 episoade , (ultimul rol TV)                                                             |

## Radio
| An   | Program                 | Episod/sursă            |
| ---- | ----------------------- | ----------------------- |
| 1941 | Philip Morris Playhouse | Angels with Dirty Faces |
| 1941 | Philip Morris Playhouse | Wuthering Heights       |